# Ledreborg
Ledreborg oprindeligt Lejregård er et slot, som blev bygget i 1740-1745 af lederen af Det Danske Kancelli under Christian VI, lensgreve Johan Ludvig Holstein. Det ligger ved Lejre i Allerslev Sogn Voldborg Herred (Region Sjælland). Der holdes hvert år en slotskoncert med et kendt band, som transmitteres i DR.
Ledreborg har været Holstein-Ledreborg familiens domicil i mere end 250 år, og hovedbygningen indeholder en unik samling møbler og malerier, næsten uberørte siden slottet blev bygget. Fra Riddersalens vinduer mod syd ses den dybe ådal og parken. I de senere år er der foregået et stort genskabelses- og fornyelsesprojekt af terrasserne foran slottet. Ledreborg Gods er på 1588 hektar med Skullerupholm.

## Navn
Gamle stik viser, at Ledreborg tidligere hed Lethreborg. Ifølge Saxos krønike (Gesta Danorum) havde ærkebiskop Eskil en borg i den "lethriske" mose eller sump, en borg som Valdemar I den Store fratog ham i 1161. Lejreborg og en del af forsøgscentret i Lejre er byen Lethra (Lethre, Ledra), som bebyggelserne i Lejre og Gammel Lejre hed i gammel tid.
Navnet er afledt af ordet lejr. På oldnordisk hed stedet Hledru; på latin hed det Lethra.
Ifølge Inge Skovgaard-Petersen kan Saxos benævnelse "urbs in solido Lethricæ paludis eller Laterensis urbs" være en betegnelse for sagntidens kongeborg Lethra eller Lethricia arx, hvilket kan være Lejre. I mange år før Skovgaard-Petersens disputats var [borg]en ifølge historisk tradition Søborg Slot, men få år før var det påvist, at koblingen mellem Eskil og Søborg hverken kan underbygges med arkæologiske eller skriftlige fund. Skovgaard-Petersen anførte dog at Saxo nok ville have skrevet, at det var Lejre, hvis det forholdt sig sådan; et andet sted lagde hun ikke så megen vægt på, hvad Saxo skrev.

## Ejere af Ledreborg
- (1536-1559) Christian 3.
- (1559-1588) Frederik 2.
- (1588-1625) Christian 4.
- (1625-1661) Lauritz Jensen
- (1661-1663) Henrik Müller
- (1663-1677) Thomas Fincke
- (1677-1704) Drude Henriksdatter Müller gift Fincke
- (1704-1705) Henrik Thomsen Fincke
- (1705-1711) Karen Gyldensparre gift Fincke
- (1711-1712) Slægten Fincke
- (1712-1733) Mette Reedtz gift Lindenov
- (1733-1739) Hans Henrik Mandix
- (1739-1763) Johan Ludvig lensgreve Holstein-Ledreborg
- (1763-1799) Christian Frederik lensgreve Holstein-Ledreborg
- (1799-1853) Christian Edzard lensgreve Holstein-Ledreborg
- (1853-1895) Christian Edzard Moritz lensgreve Holstein-Ledreborg
- (1895-1912) Johan Ludvig Carl Christian Tido lensgreve Holstein-Ledreborg
- (1912-1951) Josef Ignatius Maria lensgreve Holstein-Ledreborg
- (1951-1990) Knud Johan Ludvig lensgreve Holstein-Ledreborg
- (1990-) Silvia Knudsdatter komtesse Holstein-Ledreborg gift Munro / John Munro

## Galleri
- Ledreborg Slot.
- Ledreborg i midten af 1800-tallet.
- Parken, hvor der årligt afholdes slotskoncerter.
- Statue af Adam og Eva i slotsparken.
- Statue i Dyrehaven af Margaretha Waldemarsdatter udført af Simon Carl Stanley